# Il signor Bruschino
Il signor Bruschino, ossia Il figlio per azzardo è un'opera lirica di Gioachino Rossini.
Il libretto, denominato farsa giocosa in un atto, è di Giuseppe Maria Foppa, che aveva già scritto per Rossini L'inganno felice e La scala di seta ed è tratto dalla commedia Le fils par hasard, ou Ruse et folie (1809) di Alissan de Chazet e Maurice Ourry.
L'opera appartiene al gruppo di cinque farse che Rossini scrisse per il Teatro San Moisè di Venezia (le altre, oltre alle due citate sopra sono La cambiale di matrimonio e L'occasione fa il ladro).
Il signor Bruschino andò in scena il 27 gennaio 1813 facendo fiasco, e venne subito sostituita dal Ser Marcantonio di Stefano Pavesi. L'opera venne rappresentata nel XIX secolo solo una volta in Italia, il 2 giugno 1844 nel Teatro della Canobbiana di Milano ed il 28 dicembre 1857 al Théâtre des Bouffes-Parisiens di Parigi come Monsieur Brusquino, diretta da Jacques Offenbach, a cui seguirono sporadici allestimenti nel XX secolo.
Nel 1932 avviene la prima negli Stati Uniti al Metropolitan Opera House di New York, diretta da Tullio Serafin con Ezio Pinza e Giuseppe De Luca (baritono); nel 1937 al teatro Comunale di Firenze, diretta da Antonio Guarnieri con Saturno Meletti, Vincenzo Bettoni e De Luca; nel 1938 al teatro La Fenice di Venezia, diretta da Nino Sanzogno con Enrico Molinari, nel 1942 al teatro dell'Opera di Roma, diretta da Serafin con Francesco Albanese; nel 1955 al teatro Carignano di Torino con Renato Capecchi; nel 1957 alla Piccola Scala di Milano, diretta da Gianandrea Gavazzeni con Mariella Adani e Paolo Montarsolo; nel 1969 ad Edimburgo, nella trasferta del Comunale di Firenze, diretta da Aldo Ceccato con Claudio Desderi e Capecchi; nel 1970 al teatro Nuovo di Torino con Desderi, Capecchi ed Enrico Campi; nel 1985 al Rossini Opera Festival, diretta da Gianluigi Gelmetti con Alessandro Corbelli, Daniela Dessì, Desderi e Bruno Praticò; nel 1992 allo Sferisterio di Macerata, con Albert Dohmen e Bruno Lazzaretti.
La sinfonia dell'opera, invece, viene eseguita di frequente ed è nota per l'effetto richiesto da Rossini ai secondi violini di battere con l'archetto ritmicamente sul leggio.

## Cast della prima assoluta
| Ruolo                                   | Registro vocale | Interprete           |
| --------------------------------------- | --------------- | -------------------- |
| Gaudenzio                               | basso           | Nicola De Grecis     |
| Sofia                                   | soprano         | Teodolinda Pontiggia |
| Bruschino padre                         | basso           | Luigi Raffanelli     |
| Bruschino figlio Un delegato di polizia | tenore          | Gaetano Del Monte    |
| Florville                               | tenore          | Tommaso Berti        |
| Filiberto                               | basso           | Nicola Tacci         |
| Marianna                                | mezzosoprano    | Carolina Nagher      |

## La trama
Il giovane Florville è innamorato, ricambiato, di Sofia, pupilla del vecchio Gaudenzio: il vecchio tutore, tuttavia, ha destinato in sposa Sofia al figlio di un tale signor Bruschino. Florville e Sofia allora mettono in atto un piano per impedire il matrimonio con il giovane Bruschino e fare in modo di sposarsi tra loro. Florville, venuto a sapere che il giovane Bruschino è tenuto sotto chiave in una locanda, perché debitore inadempiente,(fingendosi cugino del ragazzo) paga il locandiere Filiberto per potersi sostituire al promesso sposo (di cui nessuno conosce il volto, nemmeno Gaudenzio): il locandiere accetta, e gli consegna la lettera di presentazione di Bruschino figlio. Poi, con la complicità della serva Marianna, fa recapitare una lettera a Gaudenzio (firmandosi Bruschino padre) nel quale chiede di far arrestare Bruschino figlio e trattenerlo per farlo redimere dalla sua condotta. Gaudenzio rimane stupito vedendo il giovane contrito e dolente per la sua condotta, e rimane poi scandalizzato quando Bruschino padre, arrivato al suo castello dopo aver sentito le ultime notizie sul figlio, non riconosce il giovane. Bruschino padre, ignaro dell'inganno, dichiara che quello non è suo figlio, e Gaudenzio, furibondo, lo accusa di essere troppo severo con il giovane.

Il vecchio tutore convince pure Sofia a intercedere presso il padre per il figlio, ma senza riuscirvi. Bruschino padre continua a diventare l'oggetto dello sdegno di tutti, allorquando il delegato di polizia conferma (tramite la lettera che Florville ha ricevuto da Filiberto) l'identità di "Bruschino figlio", e Filiberto stesso si rivolge al giovane con il nome di Bruschino.

Tuttavia, lo stesso Filiberto si lascia sfuggire a Bruschino padre del debito del figlio in locanda: il padre allora, sentito il racconto del locandiere, comprende tutto quanto, ma decide di non rivelare nulla a Gaudenzio sull'identità di Florville (figlio di un senatore nemico di Gaudenzio). Bruschino padre allora "riconosce" il figlio, e l'unione con Sofia viene benedetta anche da Gaudenzio: e proprio in quel momento torna Filiberto con il vero Bruschino figlio. La verità viene dunque a galla, e a Gaudenzio non resta che mandare giù il boccone amaro e perdonare la coppia di amanti.

## Organico orchestrale
Rossini scrisse l'opera per piccola orchestra comprendente:
- 1 flauto, 2 oboi (II. anche corno inglese solo nell'aria di Sofia n. 5) , 2 clarinetti, fagotto
- 2 corni
- archi

Per i recitativi secchi:
- pianoforte (violoncello e contrabbasso ad libitum)

## Numeri musicali
- Sinfonia
- 1 Introduzione Deh, tu m'assisti, amore (Florville, Marianna, Sofia)
- 2 Duetto Io danari vi darò! (Florville, Filiberto)
- 3 Cavatina Nel teatro del gran mondo (Gaudenzio)
- 4 Terzetto Per un figlio già pentito (Gaudenzio, Bruschino, Florville)
- 5 Recitativo e Aria Ah, donate il caro sposo (Sofia)
- 6 Aria Ho la testa o è andata via? (Bruschino, Gaudenzio, Florville, Sofia, Filiberto, Delegato)
- 7 Duetto È un bel nodo (Gaudenzio, Sofia)
- 8 Finale Ebben, ragion, dovere (Gaudenzio, Bruschino, Florville, Sofia, Marianna, Filiberto, Bruschino figlio)

## Incisioni discografiche
| Anno | Cast (Bruschino senior, Gaudenzio, Sofia, Florville)              | Direttore           | Etichetta           |
| ---- | ----------------------------------------------------------------- | ------------------- | ------------------- |
| 1951 | Afro Poli, Sesto Bruscantini, Alda Noni, Antonio Spruzzola Zola   | Carlo Maria Giulini | Cetra               |
| 1988 | Alberto Rinaldi, Enzo Dara, Mariella Devia, Dalmacio González     | Donato Renzetti     | Ricordi             |
| 1988 | Natale De Carolis, Bruno Praticò, Patrizia Orciani, Luca Canonici | Marcello Viotti     | Claves              |
| 1991 | Claudio Desderi, Samuel Ramey, Kathleen Battle, Frank Lopardo     | Ion Marin           | Deutsche Grammophon |